# Coppa del Mondo maschile di pallavolo 1977
La terza edizione della Coppa del Mondo di pallavolo maschile si è tenuta in Giappone dal 17 novembre al 29 novembre 1977 dopo una sosta di 8 anni dalla precedente edizione.

## Classifica finale
| Posiz | Nazione          |
| ----- | ---------------- |
|       | Unione Sovietica |
|       | Giappone         |
|       | Cuba             |
| 4     | Polonia          |
| 5     | Cina             |
| 6     | Bulgaria         |
| 7     | Corea del Sud    |
| 8     | Brasile          |
| 9     | Messico          |
| 10    | Stati Uniti      |
| 11    | Egitto           |
| 12    | Canada           |

| Campione Coppa del Mondo 1977 |
| ----------------------------- |
| Unione Sovietica 2º titolo    |